# Churchbridge
Churchbridge är en ort i Kanada.   Den ligger i provinsen Saskatchewan, i den sydöstra delen av landet, 2 000 km väster om huvudstaden Ottawa. Churchbridge ligger 530 meter över havet och antalet invånare är 743.
Terrängen runt Churchbridge är mycket platt, och sluttar söderut. Trakten runt Churchbridge är nära nog obefolkad, med mindre än två invånare per kvadratkilometer.. Närmaste större samhälle är Langenburg, 14,0 km öster om Churchbridge.
Trakten runt Churchbridge består till största delen av jordbruksmark.